# Soltau (Böhme)
El Soltau és un petit afluent del Böhme, un afluent major l'Aller de la conca del Weser, a Baixa Saxònia. Neix al nord-est d'Ellingen. Desemboca al Böhme a la ciutat del mateix nom Soltau.

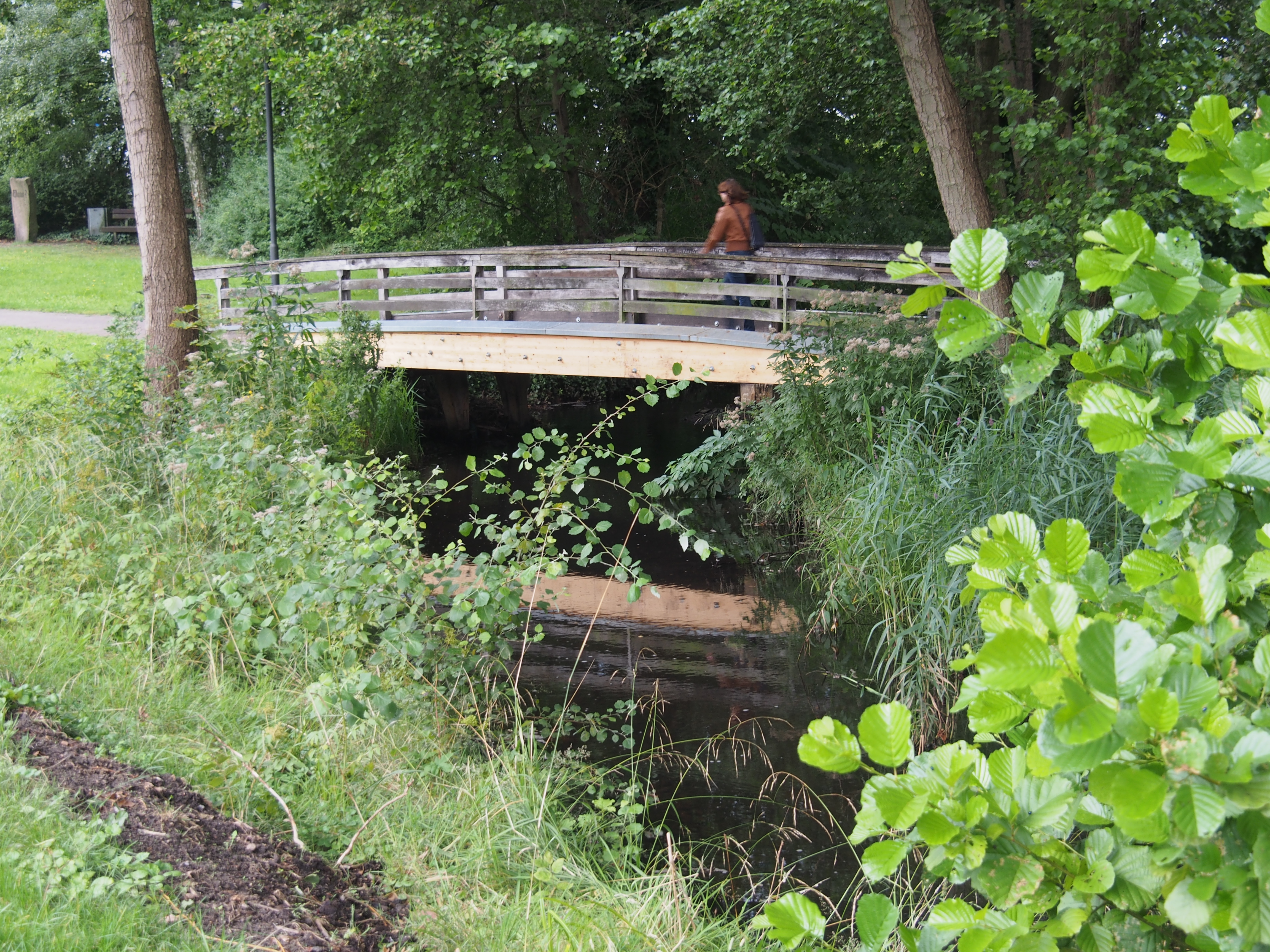
Pont per a vianants a Soltau